# Partit Costaner
El Partit Costaner (noruec Kystpartiet) és un partit polític de Noruega fundat el 1999 com a partit de districte, que defensa la pesca costanera i és un acèrrim adversari de l'adhesió noruega a la Unió Europea. Va estar representat al Stortinget de 2001 a 2005, i el seu predecessor del 1997 al 2001. El líder polític del partit és Kjell Ivar Vestå.

## Història
Fou fundat oficialment el 1999 encara que va participar en les eleccions legislatives noruegues de 1997 sota el nom de Tverrpolitisk folkevalgtei i va obtenir un escó. El líder és el carismàtic Steinar Bastesen, un pescador i caçador de balenes, qui va ser elegit novament a les eleccions legislatives noruegues de 2001. En 2005 el partit va anunciar que per primera vegada participaria en les eleccions legislatives amb llistes als 19 comtats de tota Noruega, encara que dos d'ells no tenen costa. Això és important per a tots els partits polítics, però, ja que és l'única manera d'assegurar un lloc en els debats previs de televisió. El 13 de març, 2005 la convenció del partit escollí Waag Roy, un ex membre del Partit Democristià com a nou líder del partit.

## Resultats electorals
Es tracta d'un partit de base regional. Fins a la dats, no ha estat capaç de superar el llindar del 4% per a anivellar els escons, tot i que va aconseguir un escó per Nordland el 1997 com a Tverrpolitisk Folkevalgte) i el 2001. A les eleccions legislatives de 2005, el 59% dels seus vots procedien dels tres comtats més septentrionals, Finnmark, Troms i Nordland. El seu millor resultat el tingué a Troms, on va obtenir el 8,6% dels vots. A dos municipis, Karlsøy i Skjervøy, fins i tot es va convertir en el més votat. En el conjunt del país, però, només va obtenir el 0,8% dels vots, enfront de l'1,7% de 2001, i va perdre el seu únic escó al Storting.
| Any  | Vots   | Vots  | Vots  | Escons  | Escons | Govern            | Pos. |
| Any  | #      | %     | ± pp  | #       | ±      | Govern            | Pos. |
| ---- | ------ | ----- | ----- | ------- | ------ | ----------------- | ---- |
| 2001 | 44,010 | 1.7%  | Nou   | 1 / 165 | 1      | Oposició          | 8è   |
| 2005 | 21,948 | 0.8%  | - 0.9 | 0 / 169 | 1      | Extraparlamentari | 9è   |
| 2009 | 5,341  | 0.2%  | - 0.6 | 0 / 169 | =      | Extraparlamentari | 11è  |
| 2013 | 3,311  | 0.1%  | - 0.1 | 0 / 169 | =      | Extraparlamentari | 13è  |
| 2017 | 2,467  | 0.1%  | 0.0   | 0 / 169 | =      | Extraparlamentari | 17è  |
| 2021 | 171    | 0.01% | 0.0   | 0 / 169 | =      | Extraparlamentari | 24è  |

## Líders del partit
- Steinar Bastesen 1999-2005
- Roy Waage 2005-2007
- Kjell Ivar Vestå 2007-